# Anezi
Anezi, pravoga imena Alena Nezirević (Banja Luka, 14. studenog 1986.), hrvatska je pjevačica, skladateljica i autorica tekstova. 

## Životopis
Anezi profesionalno nastupa kao pjevačica od svoje 17. godine, ali se za javnu pjevačku karijeru, odnosno snimanje i objavljivanje svojih pjesama, odlučuje u tridesetoj godini života. S pjevačkom karijerom ozbiljno kreće 2018. godine, a iduće 2019. godine potpisuje svoj prvi diskografski ugovor s izdavačkom kućom Menart.
Kao dijete Anezi je često pjevala na školskim i drugim manifestacijama. Od svoje 11. godine četiri je godine privatno pohađala satove klavira, a svaku godinu je službeno polagala pri Osnovnoj glazbenoj školi u Poreču. Sa 16 godina prijavila se na dječji festival „All you need is love” u Pazinu i osvojila je nagradu za najbolju interpretaciju pjesme „I will always love you” Whitney Houston.
Kao pjevačica počinje profesionalno nastupati sa 17 godina. Uglavnom je nastupala tijekom ljetne sezone za velike hotelske lance. Za solističku pjevačku karijeru, odnosno snimanje i objavljivanje svojih pjesama, odlučuje se tek u tridesetoj godini života. Godine 2018. se ozbiljnije angažira oko svoje glazbene karijere, a 2019. godine je potpisala svoj prvi diskografski ugovor s izdavačkom kućom Menart.
Nakon što je izdala deset studijskih singlova i pet akustičnih verzija svojih pjesama, Anezi u svibnju 2021. godine objavljuje prvi album naslova 100 je razloga, u izdanju diskografske kuće Menart. Riječ je o dvostrukom albumu čiji prvi dio čine studijske snimke 17 pjesama na većini kojih je Anezi koautorica ili autorica, dok je drugi dio s 11 pjesama, u drugačijem aranžmanu od onih iz prvoga dijela, snimljen uživo u koncertnoj dvorani Tvornica Kulture u Zagrebu. Album je u prvome tjednu prodaje, prema podacima Hrvatske diskografske udruge, dospio na drugo mjesto top liste prodaje domaćih albuma. S naslovnom pjesmom albuma "100 je razloga" Anezi je 2021. godine nastupila na renomiranom festivalu Šibenska šansona.
Godine 2021. Anezi je ostvarila svoju prvu filmsku ulogu u filmu "Glava velike ribe", redatelja Arsena Oremovića, u kojem je pjevala svoju autorsku pjesmu "Pokaži mi put (acoustic version)". Premijera filma bila je na Pula film festivalu 2022. godine.  
Anezi na nastupima često pjeva na više jezika, a od 2021. godine i snima pjesme na njemačkom jeziku, te unutar toga radi i na prepjevima na njemački s Nenom Belanom, u sklopu njegovog višegodišnjeg projekta prepjevavanja nekih njegovih starih pjesama na druge jezike.

## Diskografija
U studenom 2022. godine izdaje duet "Ima dana kao da ih nema" s legendarnim Ibricom Jusićem, kojem je to prvi duet sa solo izvođačem u karijeri.
U travnju 2024. godine Anezi je izdala singl "Malo tvoga vremena", kojeg je snimila još i na njemačkom i engleskom jeziku, a u spotu glumi Neb Chupin, hrvatski glumac s aktivnom inozemnom karijerom u Hollywoodu.

### Singlovi
|       | Naslov pjesme                               | Autor/i glazbe                                      | Autor/i teksta                           | Autor/i aranžmana                       |
| ----- | ------------------------------------------- | --------------------------------------------------- | ---------------------------------------- | --------------------------------------- |
| 2015. | "Da l` se sjetiš ikada?"                    | Marko Tomasović                                     | Alena Nezirević Anezi                    | Branko Berković                         |
| 2016. | "Da l` se sjetiš ikada?" (acoustic version) | Marko Tomasović                                     | Alena Nezirević Anezi                    | Aleksandar Valenčić                     |
| 2016. | "Samo najbolje želim ti"                    | Marko Tomasović                                     | Alena Nezirević Anezi                    | Branko Berković                         |
| 2016. | "Samo najbolje želim ti" (acoustic version) | Marko Tomasović                                     | Alena Nezirević Anezi                    | Emir Grozdanić, Domagoj Keča            |
| 2017. | "Pokaži mi put"                             | Boris Kapetan, Alena Nezirević Anezi, Bojan Šalamon | Daniela Borovnjak, Alena Nezirević Anezi | Predrag Martinjak, Bojan Šalamon        |
| 2018. | "Pravi put"                                 | Hrvoje Grčević, Marko Tomasović                     | Alena Nezirević Anezi                    | Hrvoje Grčević                          |
| 2018. | "Srce nema raspored"                        | Boris Đurđević                                      | Valerija Đurđević                        | Boris Đurđević                          |
| 2018. | "Savršeni"                                  | Boris Đurđević                                      | Boris Đurđević                           | Boris Đurđević                          |
| 2019. | "Nepozvan gost"                             | Boris Đurđević                                      | Boris Đurđević                           | Boris Đurđević                          |
| 2019. | "Srce nema raspored" (acoustic version)     | Boris Đurđević                                      | Valerija Đurđević                        | Emir Grozdanić                          |
| 2019. | "Volim te"                                  | Alena Nezirević Anezi                               | Alena Nezirević Anezi                    | Nikša Bratoš, Domagoj (Marijan) Perišić |
| 2020. | "Radoznala budalo"                          | Goran Dizdarević                                    | Alena Nezirević Anezi, Goran Dizdarević  | Boris Đurđević                          |
| 2020. | "Radoznala budalo" ft. TS Dukati            | Goran Dizdarević                                    | Alena Nezirević Anezi, Goran Dizdarević  | Goran Dizdarević                        |
| 2020. | "Pokaži mi put" (acoustic version)          | Boris Kapetan, Alena Nezirević Anezi, Bojan Šalamon | Daniela Borovnjak, Alena Nezirević Anezi | Emir Grozdanić                          |
| 2020. | "Opa E"                                     | Robert Pilepić                                      | Robert Pilepić                           | Roland Budin                            |
| 2021. | "100 je razloga"                            | Emir Grozdanić, Alena Nezirević Anezi               | Alena Nezirević Anezi                    | Emir Grozdanić                          |
| 2022. | "Živi prije kraja"                          | Alena Nezirević Anezi                               | Alena Nezirević Anezi                    | Domagoj (Marijan) Perišić               |
| 2022. | "Ima dana kao da ih nema"                   | Marko Tomasović                                     | Nevia Korpar                             | Aleksandar Valenčić                     |
| 2023. | "Sve što davno trebalo je"                  | Gordan Dizdarević                                   | Gordan Dizdarević                        | Domagoj (Marijan) Perišić               |
| 2024. | "Malo tvoga vremena"                        | Alena Nezirević Anezi Roland Budin                  | Alena Nezirević Anezi                    | Roland Budin                            |
| 2024. | "Sretan Božić i Nova"                       | Alena Nezirević Anezi Emir Grozdanić                | Alena Nezirević Anezi                    | Emir Grozdanić                          |

### Albumi
| Godina | Naslov         | Izdavač |
| ------ | -------------- | ------- |
| 2021.  | 100 je razloga | Menart  |

### Festivali
| Godina | Naslov pjesme              | Duet              | Festival                   | Autor/i glazbe                        | Autor/i teksta        | Autor/i aranžmana         |
| ------ | -------------------------- | ----------------- | -------------------------- | ------------------------------------- | --------------------- | ------------------------- |
| 2016.  | "Happy End"                | Duško Jelićić     | Melodije Istre i Kvarnera  | Duško Rapotec Ute                     | Daniel Načinović      | Duško Rapotec Ute         |
| 2018.  | "Pravi put"                | solistički nastup | Etnofest Neum              | Hrvoje Grčević, Marko Tomasović       | Alena Nezirević Anezi | Hrvoje Grčević            |
| 2021.  | "100 je razloga"           | solistički nastup | Večeri dalmatinske šansone | Emir Grozdanić, Alena Nezirević Anezi | Alena Nezirević Anezi | Emir Grozdanić            |
| 2023.  | "Sve što davno trebalo je" | solistički nastup | Večeri dalmatinske šansone | Gordan Dizdarević                     | Gordan Dizdarević     | Domagoj (Marijan) Perišić |

## Sudjelovanje u reality showovima

### Big Brother
Tijekom 2017. godine, Anezi se, da bi postala prepoznatljiva široj javnosti, odlučila prijaviti na audiciju za reality show "Big Brother", računajući na svoju ekscentričnu osobnost i želeći svoje sudjelovanje iskoristiti za promociju sebe kao glazbenice. Početkom 2018. je prošla audiciju RTL televizije za Big Brother show. Nakon puna tri i pol mjeseca izolacije u Big Brother kući, stigla je do samog superfinala. Big Brother kuću je napustila kao trećeplasirana superfinalistica.

### Gospodin Savršeni
Neposredno nakon Big Brothera, dobiva poziv producenata RTL-a za prvu sezonu novog reality showa, "Gospodin Savršeni". Iako je izjavila da joj se koncept tog showa isprva nije svidio, odlučila je prihvatititi poziv. Ostala je u showu gotovo do samog kraja.

### Riba na torti
Godine 2023. Anezi je sudjelovala u prvoj sezoni kulinarske televizijske emisije Nove TV, "Riba na torti".

## Privatni život i obrazovanje
Anezi je rođena u Banja Luci, u Bosni i Hercegovini, odakle joj je otac, a odrasla je u Hrvatskoj, u Istri, odakle joj je majka. Živi u Vrsaru i Zagrebu. Osnovnu školu je završila u Vrsaru, dok je opću gimnaziju završila u Pazinu. U Rijeci 2005. godine upisuje Pravni fakultet. Nakon što u roku završava prvu godinu, zbog ljubavi prema pjevanju, gubi interes i fokus za studiranje prava, ali se nekoliko godina kasnije ipak vraća na fakultet te se prebacuje na smjer upravnog pravnika, koji završava u roku. U Zagrebu se upisuje na smjer za muzičku produkciju na MPA akademiji – Školi glazbene produkcije i multimedije, koju završava 2016. godine. Potom upisuje smjer za skladanje i aranžiranje pjesama, koji završava početkom 2017. godine. 2023. godine Anezi uzima prostora i za psihologiju, svoju drugu ljubav uz pjevanje, pa 2024. završava propedeutiku psihoterapije, ali i edukaciju iz neurolingvističkog programiranja, NLP,  praktičarski stupanj, master stupanj, trenerski stupanj i Uvod u transakcijsku analizu (TA 101), te Mindfulness program. Nastavlja školovanje u tom smjeru te se planira u budućnosti baviti i terapeutskim radom.